# Ephoron leukon
Ephoron leukon är en dagsländeart som beskrevs av Williamson 1802. Ephoron leukon ingår i släktet Ephoron och familjen Polymitarcyidae. Inga underarter finns listade i Catalogue of Life.